# ملیکا زارعی
ملیکا زارعی (زاده ۳ اردیبهشت ۱۳۶۴) معروف به خاله شادونه، بازیگر و مجری برنامه کودک و نوجوان اهل ایران است.

## زندگی‌نامه
ملیکا زارعی در ۳ اردیبهشت ۱۳۶۴ در تهران زاده شد. او خواهر کوچکتر مریلا زارعی هنرپیشهٔ سینما و تلویزیون است. وی رشته حقوق قضایی خوانده‌است. او از سال سوم دبستان فعالیت هنری خود را با اجرا در برنامهٔ تازه‌ها از شبکه ۲ آغاز کرد و در سال ۱۳۸۲ در سریال «دوران سرکشی» یک سکانس بازی کرد و بعد در مجموعه «مهر خاموش» بازی کرد و از سال ۱۳۸۳ همزمان با قبولی در دانشگاه به عنوان مجری برنامه کودک و با نام خاله شادونه مشغول به کار شد. زارعی به خاطر صدای کودکانه‌اش خیلی زود در دل بچه‌ها جا باز کرد.

## زندگی شخصی
او در برنامهٔ خندوانه و صفحهٔ اینستاگرامش شایعه‌ای مبنی بر اینکه علی صادقی همسرش است را تکذیب کرد.

## بازیگری
- فیلم سینمایی تله
- سریال متهم گریخت
- سریال مهر خاموش
- سریال دوران سرکشی